# Helene Egnell
Helene Margareta Egnell, född 20 mars 1957 i Stockholm, är en svensk präst och journalist.
Egnell, dotter till civilingenjör Gunnar Egnell och kontorist Ulla Schurman, avlade journalistexamen 1980, blev teologie kandidat 1987 och teologie doktor i missionsvetenskap i Uppsala 2006. Hon var redaktör för Rikskonserters tidskrift Tonfallet 1981, reporter på tidningen Ljusnan i Bollnäs 1981–1982, redaktör för Sveriges Körförbunds tidskrift Musiklivet, Vår sång 1982 och redaktör för Kvinnobulletinen 1983. Hon har även frilansat som kulturjournalist och recensent (av opera samt barn- och ungdomslitteratur). Från 1990-talets början var hon under lång tid präst i Sundbybergs församling, men är numera stiftsadjunkt vid Centrum för religionsdialog i Stockholms stift.
Utöver avhandlingen Other Voices. A Study of Christian Feminist Approaches to Religious Plurality East and West (2006) har Egnell skrivit Kära Ester! Texter om feminism och kristen tro (tillsammans med Ninna Edgardh Beckman, Gunilla Lindén, Maria Kjellsdotter Rydinger och Eva Brunne, 2006) samt tidskriftsartiklar.